# Kétou
Kétou ist eine Stadt und eine Kommune in Benin. Sie liegt im Département Plateau. Die Stadt hatte bei der Volkszählung im Mai 2013 eine Bevölkerung von 39.626 Menschen und die deutlich größere Kommune Kétou hatte zum selben Zeitpunkt 157.352 Einwohner.

## Geschichte
Kétou (Ketu) soll von Ede, dem Sohn von Sopasan und Enkel von Oduduwa gegründet worden sein, der das Yoruba-Königreich von Ile-Ife im heutigen Nigeria regierte. Der Oba (bedeutet "König" oder "Herrscher" in der Yoruba-Sprache) wird als Alaketu von Ketu bezeichnet. Das Königreich war einer der Hauptfeinde des aufstrebenden Königreichs Dahomey und kämpfte oft als Teil der königlichen Streitkräfte von Oyo gegen die Dahomeaner, unterlag aber schließlich in den 1880er Jahren den Fon, als das Königreich verwüstet wurde. Viele der Bürger von Ketu wurden während dieser Raubzüge in die Sklaverei verkauft, was die Bedeutung des Königreichs im brasilianischen Candomblé erklärt. Heute befindet sich noch ein Königspalast und eine Festungsanlage in der Stadt.

## Bevölkerung
Bevölkerungsentwicklung:
- 1992 (Volkszählung): 15.651 Einwohner
- 2002 (Volkszählung): 25.102 Einwohner
- 2013 (Volkszählung): 39.626 Einwohner

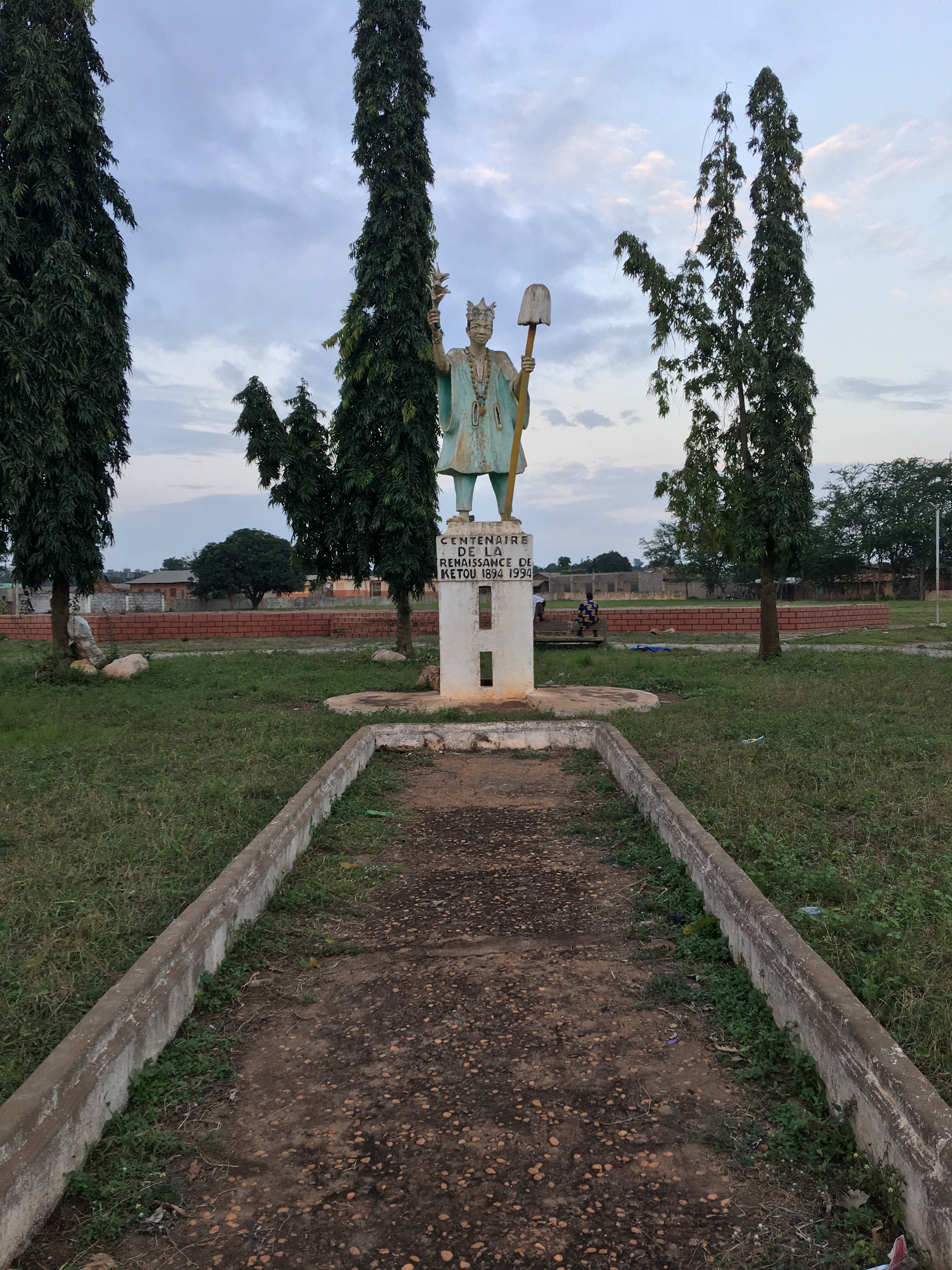
"Place du centenaire de la renaissance"

## Kultur
Es gibt traditionelle Yoruba-Tänze und religiöse Zeremonien (Orisha-Kult), wie die Gueledes-Masken (als UNESCO-Weltkulturerbe gelistet). Traditionen und Kulte aus Kétou haben auch Einfluss auf afrobrasilianische Religionen genommen.